# Red River (Wisconsin)
Red River – miasto w Stanach Zjednoczonych, w stanie Wisconsin, w hrabstwie Kewaunee.